# Soldner
Soldner: Secret Wars é um jogo de computador jogado na terceira pessoa, desenvolvido pela en:Jowood. Baseia-se num conflicto imaginário num futuro próximo, em quem mercenários são contratados para fazer missões especiais.

## Características
- Modos de jogo: Capture The Flag (CTF), Capture The Vehicle (CTV), Conquest (CQ), Super Conquest (SCQ), Deathmatch (DM), Team-Deathmatch (TDM), Frontline (FL);
- Sistema avançado de gestos (AGS);
- Sistema avançado de destruição (ADS), o jogador pode destruir prédios, terreno e vegetação;
- Sistema de customização do jogador (UCS), o jogador pode escolher diferentes roupas para que seja reconhecido online;
- Mais de 50 enormes mapas, cada um com uma área próxima de 6500 x 3500 km^2;
- Mais de 100 armas e veículos disponíveis para serem utilizados online.

## Expansões e Patches
Desde que o jogo saiu, foi feito um grande número de patches com o objectivo de corrigir os bugs que o jogo tinha, embora o jogo nunca tenha sido posto a funcionar a 100%, a Wings chegou a fazer uma expansão para o jogo intitulada por Söldner: Marine Corps. Söldner 2, que estava a ser desenvolvido num motor de jogo completamente novo e que estava previsto para ser finalizado em finais de 2007, foi cancelado em ínicios de 2008 pela gEasy Team (equipa que desenvolveu os 2 últimos patches) por falta de acordos entre esta e a JoWood Productions. Em 2011 foi criado pela atual equipe de desenvolvedores a Community Edition(Edição Comunitária), na qual o jogo pode ser baixado grátis na versão 33900.

## Soldner - Torneios Online -
Nesta área podem encontrar várias ligas e torneios Online, tudo para agradar aos jogadores de hoje em dia.
Aceitamos ajudas, para que possa nos ajudar a subir para que possamos obter se servidores proprios.
www.Soldner.pt.vu